# Аврелиан из Реоме
Аврелиа́н из Реоме́ (лат. Aurelianus Reomensis, даты жизни неизвестны, расцвет 840-е — 850-е годы) — франкский теоретик музыки, автор труда «Музыкальное учение» (лат. Musica disciplina), одного из самых ранних известных музыкально-теоретических трактатов средневековой Европы.
О жизни Аврелиана практически ничего не известно, некоторые сведения о ней можно почерпнуть лишь из упомянутого трактата. Некоторое время он принадлежал к общине монастыря св. Иоанна в Реоме (фр., Кот-д’Ор рядом с современным городом Мутье-Сен-Жан). Аврелиан писал в своём трактате, что он был бывшим монахом Реоме, но был изгнан из общины за неназванный проступок. Свой музыкальный трактат он написал в ответ на просьбу коллеги, который нуждался в его специальных знаниях, а также в попытке испросить прощения у аббата Бернарда (того же монастыря). Был ли Аврелиан в итоге принят обратно в монастырь, неизвестно. Поскольку из позднейшей хроники (XVII в.) известна дата, когда аббат Бернард заступил на свой пост (846 г.), эта дата условно принята за дату написания трактата Аврелиана. Возможно, трактат написан позже (в IX веке).
Основным авторитетом для Аврелиана служит Боэций, «Музыку» которого Аврелиан довольно поверхностно пересказывает. Кроме того, есть дословное сходство (в гл.8) с небольшим текстом «О восьми тонах» (De octo tonis), который встречается в нескольких тонариях IX века. По одной точке зрения (Лоренс Гуше), источником гл.8 послужил некий анонимный текст, который Аврелиан позаимствовал из неизвестно какого тонария. По другой точке зрения (Ганс Шмид), наоборот, главу 8 трактата Аврелиана «растаскали на цитаты» и использовали в качестве дидактической инструкции в тонариях.
Критическое издание трактата «Musica disciplina» Аврелиана осуществил Лоренс Гуше в CSM 21 (1975).